# Ócsa
Ócsa è una città di 8.953 abitanti situata nella contea di Pest, nell'Ungheria settentrionale.

## Amministrazione

### Gemellaggi
- Plášťovce, Slovacchia
- Vlašim, Repubblica Ceca
- Kose, Estonia
- Dalgety Bay, Fife, Scozia, Regno Unito
- Raiano, Italia